# Yaesu FT-817

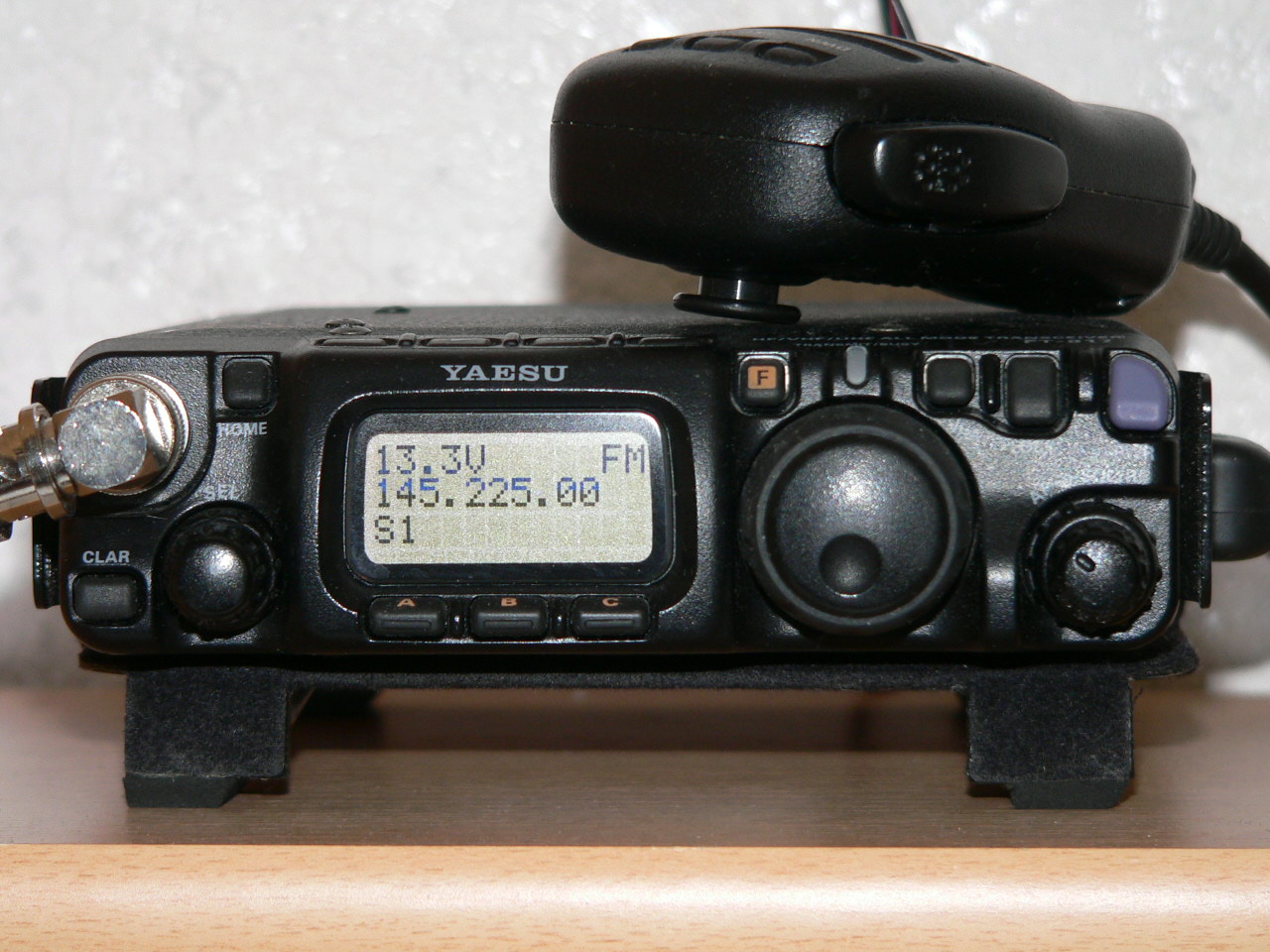
Yaesu FT-817

Der Yaesu FT-817 / FT-817ND ist ein Amateurfunk-Transceiver des japanischen Herstellers Yaesu und kam in der ersten Ausführung ca. 2000 auf den Markt. Das sehr kompakte Gerät verfügt sendeseitig über die kompletten Kurzwellenbänder; zusätzlich 6 m, 2 m und 70 cm, sowie weitere Frequenzen außerhalb der Amateurfunkbänder. Das Gerät kann mit einem internen Akku-Pack betrieben werden (in der Ausführung FT-817ND im Lieferumfang bereits enthalten), wobei dann eine Ausgangsleistung von 2,5 Watt voreingestellt empfohlen wird. Bei Betrieb an einer externen Spannungsquelle von 13,8 Volt oder dem Akku-Pack werden maximal 5 Watt erreicht.

## FT-817 und FT-817ND
Die Unterschiede sind äußerlich gering, allerdings wurden in der neueren Version FT-817ND kleinere Schutzmaßnahmen zur Unterspannungsproblematik vorgenommen (beim FT-817 erhitzte sich die Endstufe stark, sobald die Akkuspannung unter 8 Volt gefallen war) und beziehen sich sonst hauptsächlich auf das mitgelieferte Zubehör. Außerdem wurde beim FT-817ND werksseitig eine Schaltung zur Verhinderung des Überladens von Akkus mit dem NC72C eingebaut.
Beim FT-817ND gehören das Akkupack FNB-85 NiMH. 9,6 Volt, 1400 mAh und das Ladegerät NC72C zum Lieferumfang.
Mit diesem Gerät wird Amateurfunk auf Kurzwelle und Ultrakurzwelle mit kleiner Sendeleistung (QRP) abgewickelt.
Anfang 2018 brachte Yaesu den FT-818 als Nachfolger auf den Markt.

## Technische Daten
- Frequenzbereich: 100 kHz bis 30 MHz, 50–54 MHz, 76–108 MHz (nur W-FM), 108–154 MHz, 420–470 MHz (TX nur innerhalb der Amateurfunkbänder, aber erweiterbar)
- Speicher/Kanäle: 200 Speicher, 4 Home-Kanäle, 1 programmierbarer Suchlaufbereich
- Prioritätskanal: ja
- Modulationsarten: AM, FM, USB, LSB, CW, W-FM (auf 76–108 MHz nur RX), F1+F2 Packet Radio, PSK31 (USB/LSB), RTTY (LSB), benutzerdefinierte SSB-basierte Modi (USB/LSB) z. B. für SSTV
- Abstimmschrittweite(n): 10 Hz (CW/SSB), 100 Hz (AM/FM) bzw. 1, 2,5, 5, 12,5 kHz und 1 MHz
- Packet-Radio: 1.200 / 9.600 bps Übertragungsrate
- Ausgangsleistung: max. 5 W (QRP-Gerät), umschaltbar auf 0,5/1/2,5 W
- Antennenanschlüsse (50 Ohm): vorne: BNC-Buchse (vorrangig UKW), hinten: PL-Buchse (vorrangig Kurzwelle)
- Gehäuseabmessungen: 135 mm × 38 mm × 165 mm (B × H × T) ohne Bedienelemente, Buchsen und vorstehende Gehäuseteile
- Masse: etwa 1,17 kg (mit Akkusatz und Antenne, ohne Mikrofon)